# دژگاه
دژگاه (فراشبند)، روستایی از توابع بخش دهرم شهرستان فراشبند در استان فارس ایران است.

## جمعیت
این روستا در دهستان دژگاه قرار دارد و براساس سرشماری مرکز آمار ایران در سال ۱۳۹۰، جمعیت آن ۵۱۰ نفر (۱۲۰ خانوار) بوده‌است.
جمعیت دهستان دژگاه حدود ۶۰۰۰ نفر است.